# Битва статей (теніс)

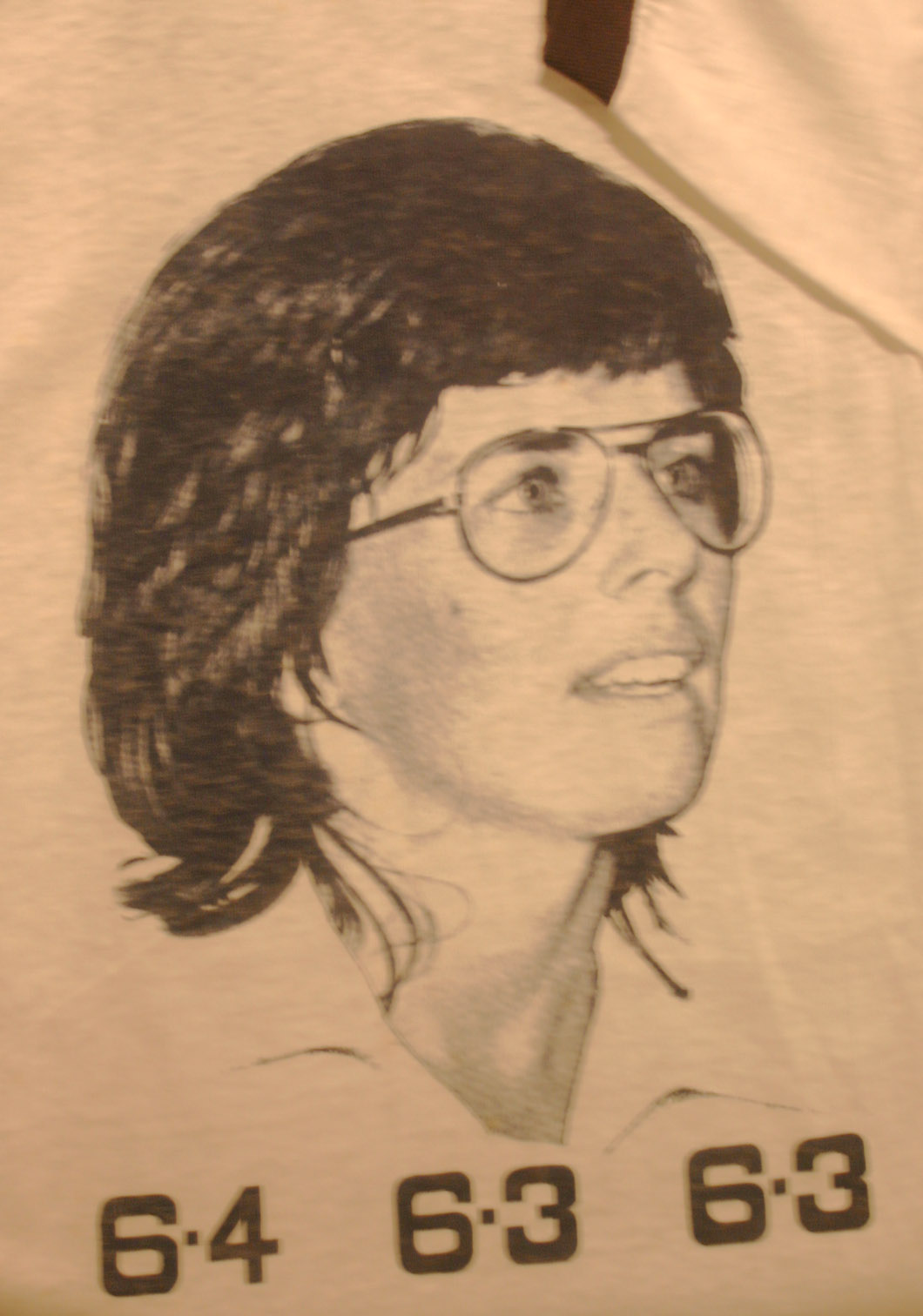
Портрет Біллі Джин Кінг і рахунок матчу з Ріггсом

Битва статей (англ. Battle of the Sexes) — матч 1973 року між однією з провідних професійних тенісисток того часу, лідеркою боротьби за рівні права для жінок у спорті Біллі Джин Кінг і ветераном чоловічого тенісу Боббі Ріггсом, що шукав популярності і виступав проти фемінізму. Матч, що проходив у Х'юстоні (Техас) з великою помпою і зібрав рекордну для тенісної зустрічі аудиторію, відбувся на тлі боротьби тенісисток за рівні призові з чоловіками, яку очолювала Кінг, і, закінчившись її перемогою, значно сприяв досягненню цієї мети. Пізніше Кінг використовувала свою популярність для підтримки поправки до законодавства США, відомої як «Розділ IX», що надає жінкам рівні права на отримання спортивних стипендій під час навчання в університеті.
У поняття «Битва статей» іноді включають також поєдинок Ріггса з іншою відомою тенісисткою, Маргарет Сміт-Корт, що передував матчу Кінг і Ріггса і закінчився його перемогою. В подальшому назву «Битва статей» неодноразово використовувалося для показових тенісних матчів між чоловіками і жінками. Події матчу Кінг і Ріггса лягли в основу телефільму 2001 року «Коли Біллі перемагає Боббі» і кінофільму «Битва статей», що вийшов на екрани в 2017 році.

## Історичний контекст
Протягом десятиліть тенісні функціонери підтримували імідж тенісу як гри, вільної від фінансових міркувань. Більшість престижних турнірів до 1968 року були закриті для тенісистів-професіоналів, які отримують гроші за свою гру, що спричинило чіткий поділ чоловічого тенісу на аматорський і професійний. Незважаючи на втрату можливості грати на Вімблдоні, чемпіонаті США та інших відомих турнірах, частина чоловіків-тенісистів постійно йшла в професійний спорт, який пропонував за виступи значні гонорари. Серед учасників перших професійних турів після Другої світової війни був абсолютний чемпіон Вімблдонського турніру 1939 року і дворазовий чемпіон США Боббі Ріггс, який відібрав у 1947 році звання кращого тенісиста серед професіоналів у знаменитого Дона Баджа. Пізніше Ріггс став менеджером цього туру, поступившись у грі Джеку Креймеру, а ще через декілька років і Кремер перейшов на посаду менеджера, а Ріггс залишився серед головних організаторів туру.
Хоча центральною фігурою найпершого професійного тенісного туру в 1926 році була Сюзанн Ленглен, в подальшому тенісистки, на відміну від чоловіків, рідко переходили в професіонали. Одна з таких спроб була здійснена саме в рамках туру Джека Креймера і Боббі Ріггса, коли брати учать у ньому була запрошена американська тенісистка Гассі Моран. На Вімблдонському турнірі 1949 року Моран справила фурор своєю мереживною, що визирала з-під спідниці, і організатори туру очікували приплив публіки на її матчах і хороші збори, гарантувавши їй ще до початку турне 35 тисяч доларів. Однак Полін Бетц, яку вони підписали як суперницю Моран, виявилася значно сильнішою тенісисткою і вигравала всі матчі між ними. Ріггсу довелося вмовляти її удати, що вона не може продовжувати виступи через травму, а коли вона з обуренням відмовилася — хоча б створювати видимість рівної боротьби на корті. Коли ж Моран нарешті виграла матч, Бетц залишила корт в сльозах і влаштувала Ріггсу сцену. Тур з участю Моран і Бетц виявився збитковим і переконав Ріггса в тому, що жіночий теніс недосить привабливий для публіки.

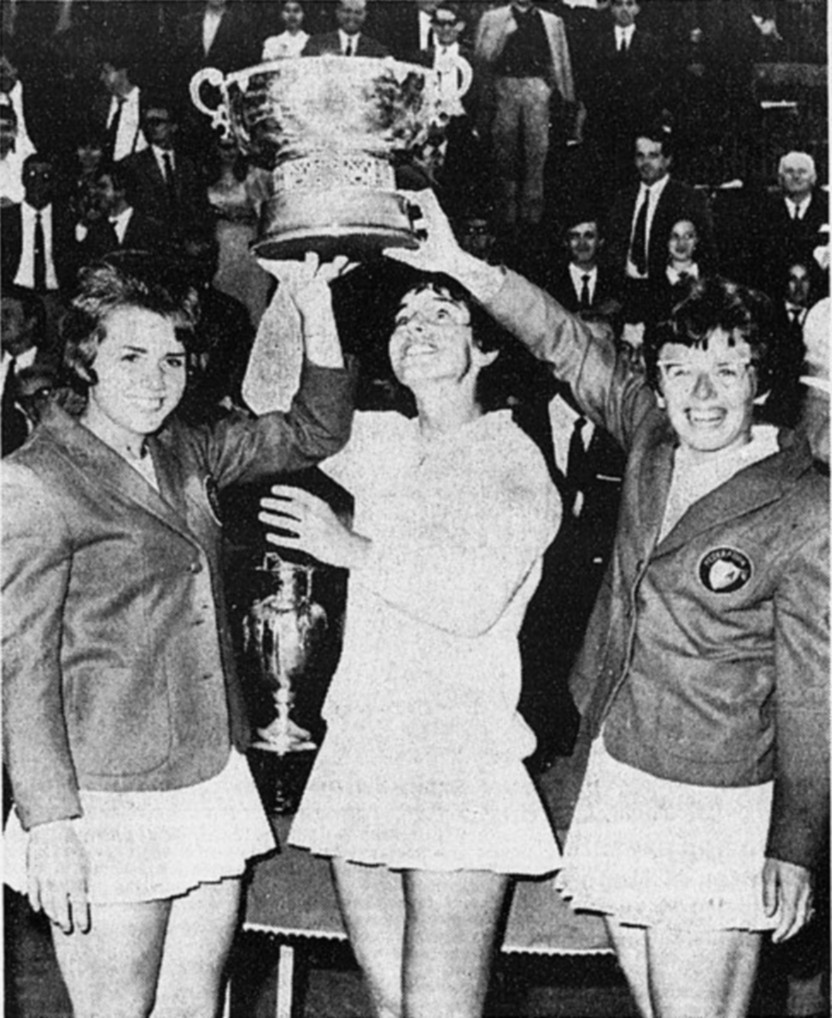
Керол Гребнер, Джулі Хелдман і Біллі Джин Кінг з Кубком Федерації, 1966 рік. Хелдман разом з Кінг пізніше стане однією із засновниць жіночого професійного туру.

Лише в кінці 1960-х років, з настанням Відкритої ери в тенісі і допуском професіоналів у провідні турніри нарівні з аматорами, жінки почали отримувати призові за участь у турнірах. Суми призових, однак, були набагато нижчі, ніж у паралельних чоловічих змаганнях. Характерним прикладом міг бути турнір Pacific Southwest Open в Лос-Анджелесі, промоутером якого був Джек Креймер: призові переможця цього турніру у чоловіків становили 12,5 тисячі доларів, а у жінок — 1,5 тисячі. Ця нерівність змусила кількох провідних тенісисток на чолі з американкою Біллі Джин Кінг загрожувати бойкотом Відкритого чемпіонату США та організувати власний професійний тур. Кінг заявляла, що причиною конфлікту були не тільки гроші: її мета — «дати жінкам можливість грати в теніс і привернути загальну увагу». Непримиренна позиція принесла Біллі Джин славу захисниці прав жінок і прізвисько «стиснутий кулак жіночого тенісу». У 1971 році вона стала першою жінкою в історії професійного тенісу, що заробила за сезон більше 100 тисяч доларів призових (найсильніші чоловіки цього ж року отримали понад 200 тисяч кожен). Суттєвіші плоди її боротьба принесла до 1973 року, коли організатори Відкритого чемпіонату США оголосили про намір зрівняти чоловічі і жіночі призові (за перемогу в цьому змаганні в 1972 році Кінг отримала лише 40 % суми, заробленої Іліє Настасє — чемпіоном серед чоловіків).
Боротьба жінок за рівні призові у тенісних турнірах відбувалась на тлі загальної боротьби жінок за рівноправ'я. У 1972 році Конгресом США були прийняті поправки до законодавства про освіту, один з пунктів яких (відомий як Розділ IX) оголошував незаконною будь-яку дискримінацію за статевою ознакою. Хоча спочатку очікувалося, що дія закону торкнеться в основному сфер працевлаштування, пов'язаних з вищою освітою, скоро стала зрозуміла його виняткова важливість для жіночого спорту. Тоді асигнування на жіночий спорт у школах і вузах були на порядки менші, ніж на чоловічий: так, у 1969 році рада з шкільної освіти Сірак'юса (штат Нью-Йорк) виділяла 90 тисяч доларів на спортивні секції для хлопчиків і 200 доларів — для дівчаток. У 1973 році у Вашингтонському університеті, де понад 40 % студентства становили дівчата, асигнування на жіночий спорт були менш як 1 % асигнувань на чоловічий, а в коледжі Вассар, де дівчата становили 2/3 студентства, на жіночі команди виділялося удвічі менше грошей, ніж на чоловічі. Тому Розділ IX, так само як і прийняте на початку 1973 року рішення Верховного суду по справі «Ро проти Вейда», став мішенню різкої критики з боку носіїв патріархальних поглядів.
До цього моменту ігрова кар'єра Боббі Ріггса офіційно підійшла до кінця, і він працював тренером у готельних тенісних клубах, а потім службовцем у компанії American Photographic. Компанія належала родині Вілан, і дочка власників — Прісцилла Вілан — наприкінці 1950-х стала дружиною Ріггса, що забезпечувало йому безбідне існування протягом їхнього шлюбу. Їхнє розлучення в 1972 році було полюбовним, і за його умовами на банківський рахунок Ріггса ліг майже мільйон доларів (значно пізніше роман відновиться, і вони одружаться вдруге).
Крім тенісних матчів у звичайному форматі, Ріггс часто влаштовував тенісні шоу, граючи з відром води в руках, у ластах, з лавками, розставленими на його боці корту, а також зі слоном, ослом або левеням на повідку як «партнером». Ріггса обтяжувала рутина і він жадав насиченішого життя. Будучи вкрай азартним гравцем, він постійно робив ставки на результати футбольних матчів і скачок, часом програючи великі суми (одного дня програв 30 тисяч доларів); схожі суми часом він програвав і в казино. У боротьбі Кінг та інших тенісисток за рівні призові Ріггс побачив можливість знову нагадати про себе, а також заробити. Він почав виступати з публічними заявами про те, що якщо жінки отримують високі призові, то чоловікам-ветеранам вони належать тим більше, оскільки ті демонструють гру вищого класу. Ріггс (проголосивши себе «сексистом номер один у світі») заявляв, що готовий довести свою перевагу на корті проти будь-якої тенісистки. Найбільше йому хотілося зіграти проти Кінг, яка очолювала «визвольну боротьбу» жінок. Однак Кінг відкидала всі його пропозиції, вважаючи, що від зустрічі з ним жіночий теніс нічого не виграє.

## Матч Ріггс зі Сміт-Корт

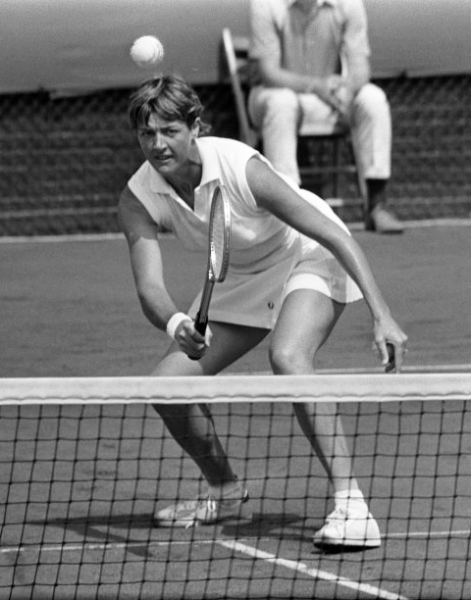
Маргарет Корт у 1970 році

Незважаючи на всі старання, Ріггсу не вдавалося домогтися матчу з Кінг. Однак він зумів умовити зустрітися з ним іншу провідну тенісистку, 30-річну Маргарет Сміт-Корт — володарку Великого шолома 1970 року і на той момент першу ракетку світу. Біограф Ріггса Том Лекомпт висловлює думку, що її згода зустрітися в матчі з ним була не в останню чергу реакцією на той факт, що спочатку він заявляв про прагнення зіграти саме з Кінг; в цьому факті Сміт-Корт побачила виклик, заперечення її позиції на чолі жіночої тенісної ієрархії.
Корт пропустила майже рік у своїй ігровій кар'єрі після народження першої дитини в 1972 році, але успішно повернулася у великий теніс на початку 1973 року, вигравши Відкритий чемпіонат Австралії. На відміну від Кінг, вона не була феміністкою, а з 1972 року до того ж звернулася до релігії, і — також на відміну від Кінг — вона не сприймала витівки Ріггса всерйоз, як загрозу для професійного жіночого тенісу. За словами спортивної письменниці Селени Робертс, Корт бачила в ньому не символ боротьби проти рівноправності жінок, а всього лише людину — жалюгідного старіючого екс-чемпіона зі старомодною манерою гри і сексистськими замашками. В інтерв'ю вона говорила журналістам, що на тренуваннях перемагала «чоловіків, сильніших за Боббі». Презирливо-глузливе ставлення до Ріггса серед тенісисток того часу не було прерогативою Корт: Розмарі Казалс, одна з соратниць Кінг з перших днів жіночого професійного туру, що часто виступала разом з нею в парних зустрічах, називала його «дідом, який ходить, як качка, не бачить, не чує і до того ж ідіот».
Ріггс зумів отримати згоду Корт на матч, запропонувавши їй 10 тисяч доларів — п'ять з них були його власними грошима, а ще п'ять додавав його знайомий, підприємець-забудовник Рей Вотт. Їхню гру мав висвітлювати телевізійний канал CBS, що також сприяло згоді тенісистки, яка отримувала частку з доходу від трансляції (незалежно від результату матчу канал гарантував їй 5000 доларів, а Ріггсу 7500). Після укладення домовленості про зустріч Ріггс почав інтенсивно до неї готуватися. Його син Ларрі пізніше згадував, що той тренувався щодня по 6 годин (за іншими даними, до 10 і навіть до 12 годин на день). Він сів на дієту, багату білками, вітамінами і молочними продуктами, яку для нього склав провідний дієтолог Голлівуду Рео Блер, а у свого лікуючого лікаря домігся рецепта на декседрин, який називав своїми «енергетичними пігулками». Він відвідував турніри, в яких виступала Корт, детально вивчаючи її гру, і склав план, як краще за все грати проти неї. До плану входили м'які удари, кручені м'ячі, які мали нейтралізувати силу її власних ударів, чергування вкорочених м'ячів і свічок з тим, щоб збити її з ритму і вимотати. Одночасно Ріггс і далі вів образливу кампанію в пресі проти фемінізму та жіночої рівноправності під гаслами на кшталт «Жінки, які можуть, роблять. Ті, які не можуть, стають феміністками». Корт жила у своєму звичайному режимі, лише незадовго до матчу почавши щоденні тренування з чоловіком-партнером; за тиждень до гри в тенісних кругах поширилися плітки, що на тренуванні вона успішно впоралася з Тоні Трабертом — зіркою тенісу 1950-х років. Незважаючи на це, переважна більшість ставок напередодні матчу робилася на Ріггса.
Гра відбулася в Рамоні (округ Сан-Дієго, Каліфорнія) 13 березня 1973 року (День матері в США), в присутності 3200 глядачів. Рамону вибрали як місце матчу за наполяганням Тоні Траберта, одного з добрих знайомих Ріггса, який був директором тенісних програм у розташованому неподалік курортному містечку Сан-Дієго-Кантрі-Істейтс і був зацікавлений у його популяризації. Сама Рамона лише недавно почала розвиватися, будівництво йшло повним ходом, і глядачів розміщували на тимчасових трибунах. Телевізійна аудиторія трансляції CBS оцінювалася в 30 мільйонів. За згодою Корт зустріч судив арбітр-чоловік. Ріггс також зумів домогтися деяких додаткових переваг: матч був призначений на першу годину дня, коли високе сонце мало заважати Корт як слід розгледіти його свічки, а покриття корту перестелено, що зробило його ще повільнішим, а отже, і зручнішим для Ріггса. Він також намагався замінити важчі м'ячі фірми Wilson, якими мав гратися матч і які були звичні Корт, на легші та зручніші для нього м'ячі Spalding, але ця заміна в підсумку не була зроблена, що стало приводом для скарг на невезіння з його сторони.
Перед початком матчу Ріггс подарував Сміт-Корт букет троянд як «наймилішій матері в тенісі»; вона у відповідь присіла в кніксені. З самого початку гри виявилося, що тактика, обрана Ріггсом, була правильною: короткі подачі і постійне чергування вкорочених ударів і свічок під задню лінію (Джек Креймер, партнер Ріггса у повоєнному професійному турі, називав його свічки найкращими у світі) швидко вивели Корт з рівноваги. У неї цілком не йшла перша подача, постійні свічки з боку суперника змусили її майже повністю відмовитися від виходів до сітки, зосередившись на нехарактерній для неї грі на задній лінії. Корт ніяк не могла знайти потрібний ритм проти рваної гри Ріггса, який майже не помилявся, і посилала м'яч за м'ячем у сітку, програла беззастережно, з рахунком 6-2, 6-1, за 57 хвилин. За цим одностороннім матчем у спортивній пресі швидко закріпилася назва «Побиття в День матері» (англ. Mother's Day Massacre), хоча напередодні зустрічі в газетах зустрічалася і назва «Битва статей».
Після матчу Корт говорила репортерам, що не очікувала від суперника подібної стильової мішанини: «Ми, дівчата, так не граємо». Ця заява в свою чергу здивувала вже самого Ріггса, який перед матчем розповідав про свою плановану стратегію всім журналістам поспіль. Відразу після перемоги над Корт він негайно знову почав вимагати матчу з Кінг. «Я готовий грати з нею на ґрунті, траві, паркеті, бетоні, мармурі або у роликових ковзанах. Я тепер спеціаліст по жінках» — заявив він.

## Матч Кінг із Ріггсом

### Підготовка до матчу
Коли йшов матч у Рамоні, Біллі Джин Кінг разом з Розмарі Казалс перебувала на шляху з Токіо до Лос-Анджелеса і дізналася про поразку Сміт-Корт, чекаючи свого рейсу на Гаваях. Вона відразу зрозуміла, що такий результат може не просто погіршити шанси тенісисток на рівне з чоловіками ставлення, але і перетворити їх на посміховисько. Єдиним способом запобігти цьому була перемога над Ріггсом. Вже з аеропорту Кінг зателефонувала чоловікові і повідомила, що «тепер їм є що доводити».

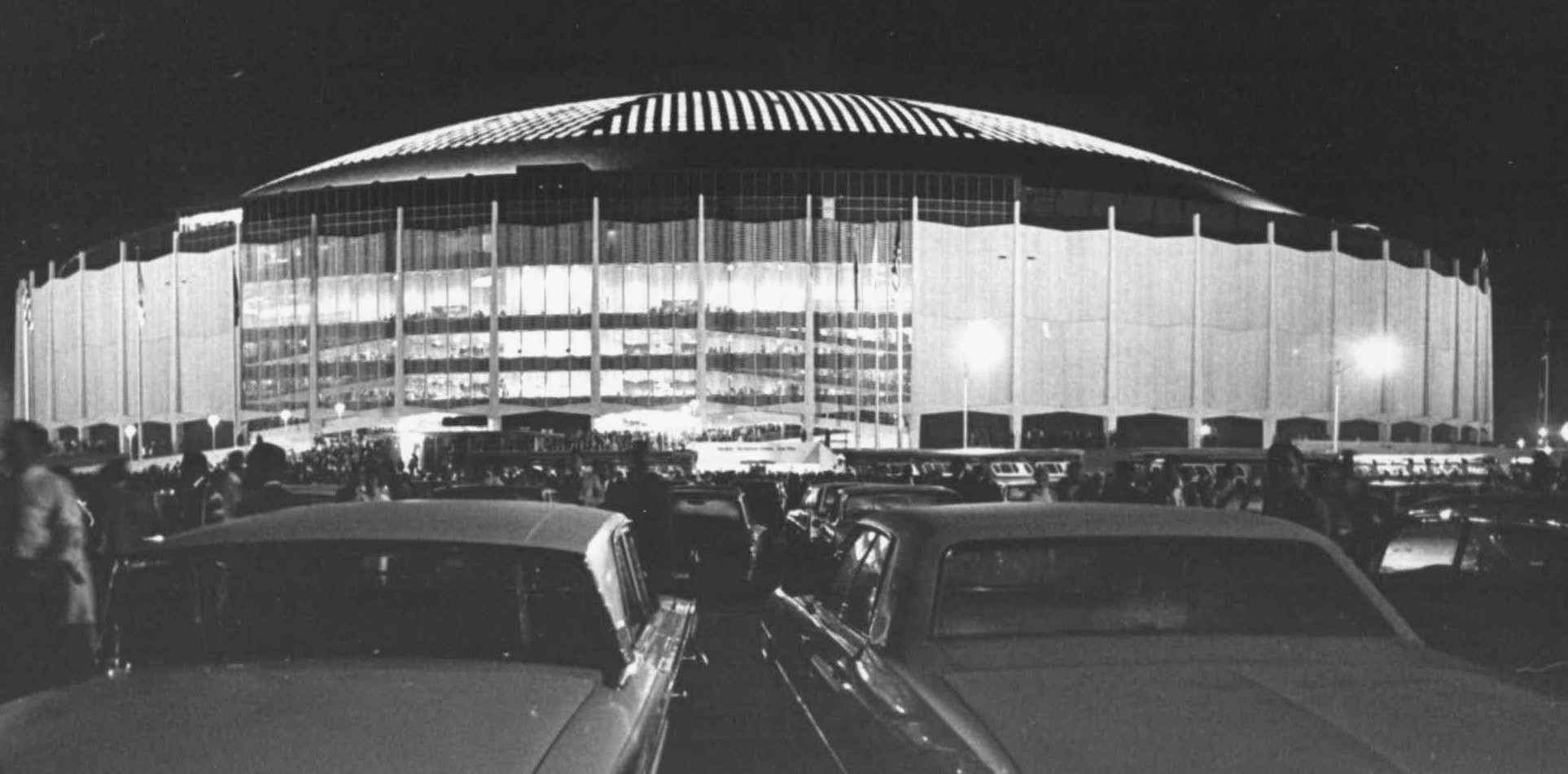
«Х'юстон Астродом» в 1965 році

Після того, як Кінг дала згоду на матч з Ріггсом, його організацією зайнявся Джеррі Перенчіо — спортивний антрепренер, який у 1971 організував «Бій століття» між Мохаммедом Алі і Джо Фрейзером. Перенчіо, швидко оцінивши фінансовий потенціал майбутнього матчу, сам вийшов на Ріггса і дав йому зрозуміти, що сумарний дохід від продажу квитків, прав на трансляцію і реклами може досягти 2,5 мільйонів доларів. За словами Перенчіо, Ріггс не використовував потенціал матчу з Корт навіть у малій мірі, на цей раз одуривши сам себе. Отримавши згоду від Ріггса, він оголосив аукціон серед великих спортивних комплексів за право прийняти у себе матч. В аукціоні брали участь в тому числі «Медісон-сквер-гарден» в Нью-Йорку і «Супердоум» в Новому Орлеані, але переможцем став х'юстонський критий стадіон «Астродом», запропонувавши організаторам чверть мільйона доларів. Ще одним міркуванням на користь «Астродома» була його велика місткість — 46 тисяч глядацьких місць (до цього моменту найвідвідуванішим тенісним матчем був фінал Кубка Девіса 1954 року, зібравши в останній день 25,5 тисячі глядачів).
Гра на «Астродомі» мала проходити ввечері в четвер 20 вересня 1973 року до перемоги в трьох сетах і транслюватися по національному телебаченню. За права на трансляцію матчу American Broadcasting Company заплатила, за чутками, 750 тисяч доларів, при тому, що за два тижні трансляцій з Вімблдонського турніру NBC того ж року довелося заплатити лише 58 тисяч. Ще півмільйона організатори розраховували отримати з іноземних мовників (трансляції велися до 36 країн, а всього на матч було акредитовано понад 300 репортерів), а рекламний час під час матчу продавався по 80 тисяч за хвилину — нарівні з Супербоулом. Приз переможцю становив 100 000 доларів (а також не менше 75 тисяч кожному учаснику від касових зборів і спонсорів). Оскільки одним з аргументів противників рівних призових для жінок був той факт, що в жіночому тенісі матчі гралися до перемоги в двох сетах, а в чоловічому — переважно в трьох, що ймовірно було більш привабливим для глядача, Кінг погодилася на матч в «чоловічому» форматі — до перемоги в трьох сетах, на відміну від зустрічі між Ріггсом і Сміт-Корт. Тим самим вона мала підкреслити, що жіночий теніс потенційно може бути не менш привабливим для публіки. Цей формат матчу також був вигідніший для ABC, забезпечуючи довшу трансляцію. Фактично, як стверджував Ріггс, п'ятисетовий формат був вигідніший молодшій і фізично сильнішій Кінг, і пізніше він навіть спробував умовити організаторів змінити його на матч до перемоги в двох сетах. Щоб виділити більше часу на рекламу, перерви між геймами, що відводяться на зміну сторін корту гравцями, були подовжені з 90 секунд до 120, а перерви між сетами — до чотирьох хвилин. При визначенні типу покриття, на якому відбудется матч, Ріггс волів повільне покриття, яке краще пасувало для його тактики, яка виявилася вірною проти Сміт-Корт (те, що повільне покриття підходить йому краще, зазначалося ще напередодні першого матчу), але Кінг наполягла на швидкому покритті. У підсумку на стадіоні був настелений корт зі швидким килимовим покриттям Sportface. З подачі Перенчіо майбутня гра отримала в пресі прізвисько «Битва статей».
Ведучим програми був обраний Говард Коселл, у команді з яким мали працювати Розмарі Казалс і преподобний Джин Скотт. Спочатку керівництво каналу збиралося залучити до ведення трансляції Джека Креймера, але Кінг, яка довгий час боролася з небажанням цього антрепренера платити жінкам рівні призові у своєму професійному тенісному турі, пригрозила, що відмовиться грати, і Креймера замінили Скоттом. Дізнавшись про це, Креймер виступив із заявою, що не дозволить Кінг використовувати його як пояснення її майбутньої поразки від Ріггса, і поїхав з Техасу до Лос-Анджелеса, де стежив за грою разом із Артуром Ешем. Казалс отримала від продюсерів ABC інструкції не обмежувати себе під час трансляції у виразах і випадах на адресу Ріггса, що вона з задоволенням і зробила. Згодом, однак, її їдкі коментарі спричинили безліч образливих і погрозливих листів, що надійшли на її адресу, а на телебаченні вона на декілька років стала фактично персоною нон ґрата, на відміну від коментаторів-чоловіків, які дозволяли собі такі вільності.
Ріггс і далі робив провокаційні заяви в пресі. Через тиждень після Вімблдонського турніру, який Кінг виграла вп'яте за кар'єру, він оголосив на спільній прес-конференції, що хотів би, щоби жінки займалися готуванням і доглядом за дітьми, а не брали участь у змаганнях з чоловіками. Широко цитувалася його вислів «Найкращий спосіб справлятися з жінками — це постійно тримати їх вагітними і босими». За його словами, жінки грали вчетверо гірше за чоловіків, і відповідно мали отримувати вчетверо менше. Ріггс також знімався у багатьох рекламних роликах — від кредитних карток до електроприладів. При цьому він зовсім закинув будь-які тренування і відмовлявся зустрічатися на корті з професійними гравцями. Замість цього він пропонував випадковим людям з вулиці зіграти з ним, пропонуючи в разі виграшу 500 доларів. Зокрема, він зіграв показовий сет з чоловіком Біллі-Джин, Ларрі Кінгом, який і раніше зустрічався з ним на корті в неформальних умовах. На цей раз Ріггс дав Кінгу фору в чотири гейми, одягнув галоші і розставив на своїй половині корту стільці, одначе вигравши шість геймів поспіль. Численні матчі замість регулярних тренувань обернулися для Ріггса епікондилітом — запаленням ліктьового суглоба, і йому довелося звернутися до лікаря за протизапальними ліками. За словами Ларрі Ріггса, цими днями батько багато пив — більше, ніж коли-небудь раніше. Він не розлучався з сигарою, навколо нього весь час були молоді жінки. За словами його друга Гарднара Маллоя, також відомого в минулому тенісиста, за чотири місяці, що передували матчу, Ріггс набрав у вазі 15 фунтів (близько 7 кілограмів). Він і далі приймав вітаміни згідно з приписами Рео Блера, але їх було так багато, що його організм не міг впоратися, часто спричиняючи блювання.
Кінг у цей час інтенсивно тренувалася, переборюючи наслідки застуди, що змусила її здати матч третього кола Відкритого чемпіонату США, і попервах нею оволоділа невпевненість («Я була в жаху» — пізніше згадувала вона). Вона на два тижні зникла з кортів і з екранів телевізорів (що дало журналістам привід припустити, що вона готується здати матч, пославшись на яку-небудь хворобу) і цілими днями відпрацьовувала удари по свічках — головній зброї Ріггса. Кінг уважно вивчила запис матчу Ріггса зі Сміт-Корт, зазначивши, що та по суті здала матч ще в той момент, коли на вручення суперником троянд відповіла кніксеном. Аналіз стилю гри Боббі дозволив їй визначити його слабкі сторони — відносно слабкі удари, нестачу швидкості, націленість на те, щоби м'яч за будь-яку ціну потрапляв у корт, і розрахунок на помилку суперника. В інтерв'ю вона продовжувала пропагувати жіночий теніс, підкреслюючи нестачу уваги до нього з боку преси.
Скандальна атмосфера, створювана навколо «Битви статей», призвела до того, що наприкінці серпня і початку вересня матеріали про неї вже з'являлися у всіх провідних газетах та журналах США. Портрет Ріггса з'явився на обкладинці журналу Time, в передачі «60 хвилин» він грав у теніс з вісьмома стільцями, розставленими на його боці корту, і закидав гральні карти в сміттєву корзину. Співак Лайл Макфітерс записав зі студією Atco Records пісню «The Ballad of Bobby Riggs». Згідно з проведеним у ці дні опитуванням громадської думки, Ріггс посідав четверте місце серед найбвідоміших спортсменів у США після Джо Неймата, Віллі Мейса і Мухаммеда Алі. Користуючись ажіотажем, його видавець прискорив випуск нової автобіографії Ріггса — «Court Hustler» (англ. «Катала на корті»), написаної ним у співавторстві з журналістом Джорджем Макганном; Ріггсу був обіцяний бонус у розмірі 75 тисяч доларів у разі перемоги в матчі з Кінг. Ажіотаж, пов'язаний з майбутнім матчем, спричинив укладення численних парі. Ставки робилися не тільки у букмекерів (брали їх у співвідношенні 5-2 і 8-5 за Ріггса), але і просто між подружжям на те, хто оплатить похід в кіно чи митиме посуд. При цьому навіть чимало гарячих прихильників Кінг — такі, як висхідна зірка жіночого тенісу Кріс Еверт — не сумнівалися, що вона програє (взагалі більшість учасниць жіночого тенісного туру Virginia Slims після розгромної поразки Сміт-Корт мало вірили в успіх Кінг — лише Розмарі Казалс була в ньому впевнена). Більшість великих ЗМІ, за винятком Wall Street Journal, перебачали перемогу Ріггсу. Ніл Амдер, журналіст, що висвітлював майже всю кар'єру Біллі Джин Кінг, уважав, що умови матчу допомагають Ріггсу. Крім самої карнавальної атмосфери, звичної для Ріггса, але не для його суперниці, для нього, на думку Амдера, були також зручніші асфальтовий корт і штучне освітлення, що створює незручності для тенісистів, які грають з льоту (до яких належала Кінг). З іншої сторони, Гарднар Маллой стверджує, що Ріггс відрадив своєму другові Джеку Дрейфусу робити на нього ставку; Ларрі Ріггс, бачивши, з яким повним нехтуванням його батько ставиться до підготовки до матчу, поставив, за власними словами, 500 доларів на Кінг; сама Кінг радила братові поставити на її перемогу будинок.
Перемога Ріггса над Сміт-Корт і майбутній матч проти Кінг спричинили ряд викликів Ріггса на різноманітні змагання. Чемпіон світу з покеру Амарилло Слім оголосив, що готовий натренувати будь-яку жінку для матчу в покер проти Ріггса. Екс-чемпіон світу з стрейт-пулу Віллі Москоні викликав Ріггса на змагання на більярді, а президентка Асоціації жіночого родео Марганет Клемонс запропонувала Ріггсу поєдинок зі зв'язування кози, на що той негайно почав виторговувати для себе гандикап. У США також прокотилася війна схожих змагань між чоловіками і жінками. У Прінстонському університеті лідерка жіночої тенісної збірної Марджорі Генглер викликала на матч запасного гравця чоловічої збірної. Колишній професійний гольфіст Джиммі Демаре викликав лідерку жіночого професійного туру Кеті Вітворт. У Чикаго жіноча збірна одного з коледжів з боулінгу кинула виклик своїм колегам-чоловікам. Словосполучення «битва статей» увійшло до повсякденного побуту американців.

### Перебіг гри
У день матчу між Кінг і Ріггсом на трибунах «Астродома» зібралося майже 30,5 тисячі осіб публіки — на той момент це була рекордна відвідуваність для тенісного матчу. Серед глядачів у перших рядах (де квитки коштували по 100 доларів) були зірки спорту Джордж Форман, Рафер Джонсон, Розі Грір (вболівали за Кінг) і Джим Браун (який вважав, що переможе Ріггс), дизайнер Олег Кассіні і лауреат «Оскара» Кліфф Робертсон (ставив на перемогу Кінг, оскільки вона «грає, як чоловік»). Серед інших зірок, доставлених із Голлівуду спеціальним рейсом, були актори Рід Стайгер, Джанет Лі, Роберт Стек, Дезі Арназ — молодший, співаки Енді Вільямс і Клодін Лонжі і телеведучий Мерв Гріффін. Оцінки розміру телевізійної аудиторії різняться — від 48 мільйонів до понад 100 мільйонів глядачів.

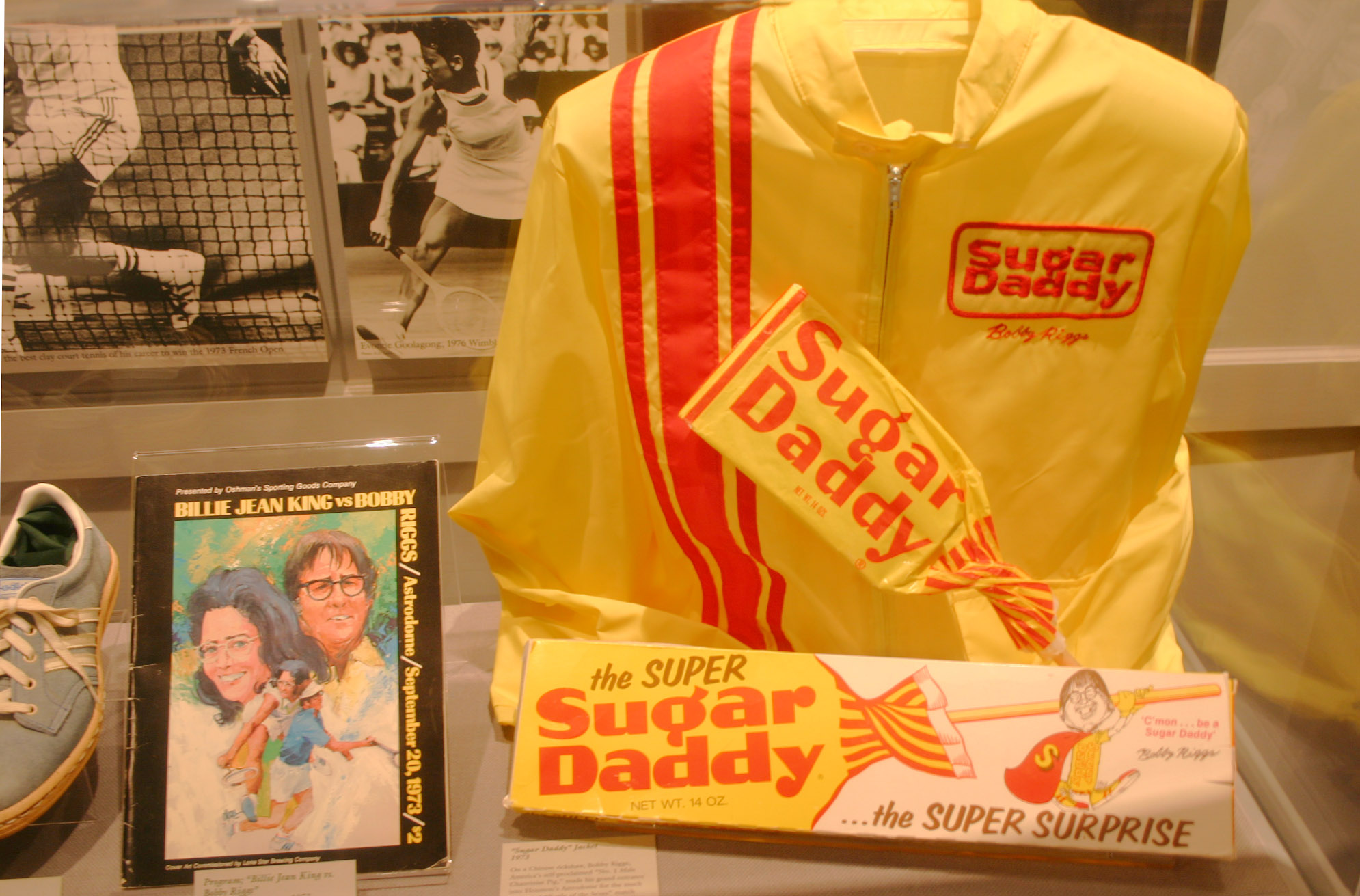
Куртка Sugar Daddy, в якій Боббі Ріггс почав матч, і льодяник, подарований ним Біллі Джин Кінг

Поява учасників матчу на стадіоні була обставлена з помпою. Перенчіо, прагнувши зробити вихід Кінг якомога яскравішим, запропонував їй виїхати на корт в прикрашеному величезним пір'ям позолоченому паланкіні — вільній копії паланкіна Клеопатри з однойменного фільму, і вона гідно оцінила цю ідею. Паланкін Кінг винесли на арену одягнені в тоги члени чоловічої легкоатлетичної збірної Університету Райса. На ній була яскрава тенісна сукня, розшита блискітками, яку для неї підготував провідний тенісний дизайнер Тед Тінлінг, і сині замшеві тенісні туфлі з білими підошвами і білими смужками (їй довелося довго вмовляти фірму Adidas пошити їй саме такі туфлі, доводячи, що вони виграшно виглядатимуть на екранах кольорових телевізорів). Ріггса, одягненого в жовту куртку з рекламою льодяників Sugar Daddy, вивезли в рикші напіводягнені молоді жінки, яких преса називала «Грудастими подружками Боббі» (англ. Bobby’s bosom buddies). Перед початком гри спортсмени обмінялися подарунками: Ріггс підніс Кінг величезний льодяник Sugar Daddy на паличці, а у відповідь отримав живе порося. Коментатор Говард Коселл зазначив, що подарунок Кінг можна розглядати як символ самого Ріггса і людей, яких він представляє — «кнурів-сексистів» (англ. male chauvinist pigs). Щоби підкреслити символічність подарунку ще більше, Кінг назвала порося повним ім'ям суперника — Роберт Ларімор Ріггс; сама ідея подарувати Ріггсу борова належала дружині Перенчіо, і Кінг підтримала її з однією умовою — що після гри його не з'їдять, а повернуть на ферму. Наполеглива реклама Ріггсом цукерок Sugar Daddy викликала гнів директора спортивних програм ABC, який заявив, що виробнику льодяників — фірмі Nabisco — не вдасться таким чином обійти умови розміщення реклами, коли інші компанії платять за хвилину трансляції по 80 тисяч доларів.
Перед початком гри нервували і Кінг, і Ріггс. Ріггс все ще страждав від запалення ліктьового суглоба, а виписані ліки викликали у нього розлад шлунку. Одразу перед початком гри він прийняв ударну дозу амфетаміну — п'ять таблеток замість звичайних однієї-двох. Фізичний стан Кінг, навпаки, був добрим, вона цілком оговталася від перенесеного на початку серпня грипу та алергічної реакції на пеніцилін, прописаний їй після цього. З самого початку гри з'ясувалося, що тепер вже Кінг приготувала сюрприз для Ріггса, взявши до уваги його погану спортивну форму і зробивши ставку на те, що він не витримає навантажень п'ятисетового матчу. Хоча вона була відома як любителька виходів до сітки, в цьому матчі Кінг вперто не покидала задню лінію. Вона розтягувала наскільки можливо кожен розіграш м'яча, ганяючи суперника по корту в тій же манері, в якій він ганяв Сміт-Корт. Після третього гейму у першому сеті Ріггс вже змок наскрізь і був змушений зняти свою жовту куртку, але на його подачі розіграші стали ще довшими — в ході одного з них суперники обмінялися 28 ударами. Кінг намагалася якомога частіше відправляти м'яч під праву руку, знаючи, що він грає закритою ракеткою гірше, ніж відкритою. Розуміючи, що затяжна гра не в його інтересах, Ріггс змінив свій звичайний захисний стиль і почав виходити до сітки, розраховуючи скоріше закінчити розіграші. За рахунку 2-2 в першому сеті Ріггсу вдалося взяти гейм на подачі суперниці, однак до цього моменту він почав втомлюватися, і Кінг у свою чергу виграла вже наступну подачу. В кінці сету Ріггс програв чергову свою подачу після подвійної помилки — рідкісний, за словами фахівців, випадок в його кар'єрі — і поступився сетом із загальним рахунком 6-4. Це виявилася не єдина подвійна помилка Ріггса в матчі — в цілому він здійснив їх чотири рази за гру, кожен раз в критичний для себе момент.

Незважаючи на програш у першому сеті, Ріггс спробував укласти парі на кілька тисяч доларів з Діком Бутерою, другом Кінг, на те, що він відіграється і переможе в матчі (сума їх парі ще до початку матчу досягла десяти тисяч). Бутера відмовився, побоюючись, що Ріггс, як бувало в минулому, заманить його в пастку навмисне поганою грою. Однак Артур Еш, який спостерігав за грою по телевізору, дотримувався іншої думки: зробивши ставку на перемогу Кінг вже після перших геймів, тепер він зробив ще одну — що вона не віддасть йому жодного сету. Після цього Ріггс почав другий сет з того, що знову взяв подачу суперниці — після того, як у першому сеті 28 з 34 виграних Кінг очок вона взяла ударами, які суперник не зміг відбити, на початку другого в її грі настав певний спад. Однак Кінг відразу ж вдалося відігратися на подачі Ріггса, ще більше піднявши темп. Після цього вона виграла його подачу у восьмому геймі і на наступній своїй подачі довела до перемоги і цей сет — 6-3. Коментатори відзначали «недбалу» гру Ріггса відкритою ракеткою і нехарактерно слабкі для нього удари.

Кінг і далі контролювала темп гри у третьому сеті, не йдучи на ризик і методично втомлюючи суперника. Вона повела в рахунку 2-0, а потім 4-2. У цей момент у Ріггса почалися судоми у пальцях (за словами Куле, до цього матчу у нього ніколи не було судом, що, імовірно, означало, что їхня причина була не фізичною, а психологічною). У самої Кінг такаж були певні проблеми — її прооперовані кілька років тому коліна давали про себе знати. Поки Ріггс опановував себе після судом, вона сиділа, поклавши ноги на коліна своєї секретарки Мерилін Барнетт, котра інтенсивно розтирала їх. При рухунку 5-3 Ріггс спробував на своїй подачі нав'язати Кінг боротьбу, і дев'ятий гейм третього сету виявився другим за тривалістю за весь матч. Кінг ніяк не вдавалося виграти гейм, в якому раз за разом відновлювалася рівновага, вона не зуміла реалізувати два матч-бола, і глядачам на трибунах здалося, що у грі настає психологічний перелам. Однак при черговій рівності Ріггс знову припустився подвійної помилки, а в наступному розігруванні, відбиваючи високий м'яч закритою ракеткою, відправив його у сітку, зафіксувавши перемогу Кінг у сеті та матчі. Кінг в захваті від перемоги підкинула в повітря ракетку. Ріггс до того моменту виглядав настільки стомленим, що Кінг здивувалася, коли він зміг перестрибнути сітку, щоби підійти до неї з вітаннями. «Ти грала занадто добре» — сказал він їй. Ріггс повторив сказане ним Кінг на корті і під час післяматчевої прес-конференції: 
Біллі Джин була надто добра, надто швидка. Я знаю, що сказав чимало такого, що вона сьогодні змусила мене проковтнути. Очевидно, тепер я найбільший слабак усіх часів. Але мені доведеться це прийняти.Оригінальний текст (англ.)
Billie Jean was too good, too quick. I know I said a lot of things she made me eat tonight. I guess I'm the biggest bum of all time now. But I have to take it.
Ріггс, однак, зовсім не був готовий змиритися з поразкою і прямо на прес-конференції заявив, що вимагає проведення матчу-реваншу, оскільки, якби він сам був на місці Ріггс, він би надав їй таку можливість. Однак ця вимога йшла врозріз із планами Кінг. Вона ще до матчу сказала Ріггсу, що більше ніколи не буде з ним грати незалежно від результату цієї зустрічі; тепер же, після перемоги, їй тим більше не треба було нікому нічого доводити.

## Наслідки
Поразка від Кінг викликала у Ріггса шок і депресію. Він повернувся до готелю, замовив ванну з льодом і провів у ній більше години, так що Куле і Ларрі Ріггс, що чекали на нього, вже почали за нього хвилюватись. Однак він знайшов у собі сили зібратися і з'явитися на заплановану заздалегідь коктейльну вечірку. Його подальші плани зазнали удару — Джеррі Перенчіо ще до матчу почав перемовини про показову гру проти Ріггс ще однієї зірки жіночого тенісу, Кріс Еверт, плануючи довести призовий фонд матчу до мільйона доларів, але поразка Ріггса поклала цим надіям кінець.
Ріггс і Куле, який виступав як його представник, були переконані, що контракт, укладений перед матчем, містив пункт про реванш; Кінг це заперечувала. Ріггс був надзвичайно засмучений відмовою Кінг від матчу-реваншу і, за словами Гарднара Маллоя, навіть збирався подавати до суду, але не зробив цього. Коли питання про те, чи припускав контракт матч-реванш, знову було піднято через кілька десятиліть, організатор матчу Джеррі Перенчіо заявив, що, наскільки він пам'ятає, там такого пункту не було. Однак перевірити це вже не виявилося можливим, оскільки фірма Перенчіо знищила його, як і інші юридичні папери, після закінчення десятирічного терміну. Кінг також відмовилася прийняти виклик Панчо Сегури, який заявив, що, будучи першою ракеткою світу серед ветеранів, здатний зробити те, що не вдалося третій ракетці світу — Ріггсу, і обіграти її. Згодом Ріггс неодноразово намагався умовити Кінг зіграти ще раз, пропонуючи все грандіозніші призові суми, але вона незмінно відмовляла (за заявами Ріггса, вона також вмовила відмовлятися від подібних матчів також інших провідних тенісисток, зокрема Еверт, Івонн Гулагонг і Ненсі Річі). Перенчіо теж неодноразово отримував від Ріггса пропозиції відновити співпрацю, але більше не був в ній зацікавлений.
Хьюстонський матч проходив на тлі Вотерґейтського скандалу і незабаром після закінчення участі США у В'єтнамській війні. Нація, втомлена від скандалів, з особливим піднесенням сприйняла гру між Ріггсом і Кінг як психологічну розрядку, і Кінг, яка стала її переможницею, стала кумиром для багатьох американців.
Серед спортсменок, що підкреслювали важливість перемоги Кінг, була олімпійська чемпіонка Токіо з плавання Донна де Варона, що відзначала: «Це був всесвітній рух, якому необхідна була фінальна заява. І Біллі Джин Кінг зробила її за нас». Член Баскетбольної зали слави Ненсі Ліберман говорила, що Кінг проклала дорогу для неї та інших спортсменок. Відомі випадки, коли жінки у різних фірмах, натхнені успіхом Кінг, подавали колективні заяви про підвищення зарплати.
З самою Кінг після Х'юстона уклали спонсорські контракти такі компанії як Adidas, Wilson, Colgate-Palmolive і Sunbeam, а в наступному році в рамках професійних тенісних турнірів вона отримала близько мільйона доларів призових. Крім тієї ролі, яку перемога Кінг зіграла в боротьбі тенісисток за рівні призові, вона також передувала іншим нововведенням у спорті, ініціатором яких стала Біллі Джин, в тому числі заснуванню першого спортивного журналу для жінок womenSports, Жіночої тенісної асоціації та формуванню професійної ліги World Team Tennis, в якій ігровий час ділився порівну між гравцями і гравчинями. Заснований Кінг і Донною де Вароною Фонд жіночого спорту в 1974 і 1975 роках активно лобіював в американському Конгресі прийняття Розділу IX, який гарантує жінкам, серед іншого, рівні права на отримання спортивних стипендій, і в результаті зміни до закону внесені значною мірою завдяки їхній популярності.
«Битва статей», за якою тільки в США стежили по телевізору 48 мільйонів глядачів, також значною мірою сприяла популяризації тенісу в масах. Зростання популярності гри, що довгий час страждала від «елітного» іміджу, розпочалося раніше — зі стартом Відкритої ери, але прискорилося в середині 1970-х. Після матчу Кінг і Ріггс теніс обігнав гольф як за числом гравців, так і за кількістю глядачів. Кількість людей, що грають у теніс у США, що зросла з 5,5 до 10 мільйонів за період з 1960 по 1970 рік, ще раз подвоїлася вже до 1975 року. На криті клубні корти, спершу часто порожні, стали з'являтися черги, значну частину яких становили домогосподарки, які прагнули добре провести час і позайматися спортом; професійні тенісні тренери кидали додаткові роботи, щоби повністю присвятити себе тенісу, більше не відчуваючи нестачу в клієнтах. Якщо в 1971 році три головні телевізійні мережі у США приділяли тенісу лише 2 % часу, відведеного на спортивні передачі, в 1976 році його частка зросла до 13 %, що ставило його на четверте місце за обсягом трансляцій після американського футболу, бейсболу та баскетболу. Трансляції цього року велися з понад 70 турнірів.
Незважаючи на образу Ріггса на відмову Кінг від матчу-реваншу, згодом вони стали друзями. Незадовго до смерті Ріггс сказав Кінг у телефонній розмові: «А ми і справді домоглися змін», визнаючи важливість матчу для досягнення жінками рівноправності. Деякі автори схильні розглядати цей факт як свідчення того, що сексистські витівки Ріггс протягом місяця, що передував «Битві статей», були лише грою на публіку; Ларрі Ріггс також дотримується цієї думки, і вказує, що першою вчителькою його батька в тенісі була жінка (докторка Естер Бартош багато років тренувала Боббі, сформувавши його стиль гри, спрямований на максимально точне потрапляння м'яча). Сама Кінг неодноразово підкреслювала, що її перемога не означає, що провідні тенісистки можуть перемагати провідних чоловіків-тенісистів, вказуючи, що «Битва статей» була тою ж мірою і битвою віку: на момент матчу Ріггсу було 55 років, а їй 29.
Несподіваний результат матчу (як до цього, так і пізніше показові тенісні зустрічі між чоловіком і жінкою завершувалися перемогою чоловіків) став причиною наполегливих чуток про те, що Ріггс програв навмисно. Серед тенісистів, впевнених у тому, що Ріггс здав матч свідомо, були його сучасники — зірки довоєнного тенісу Дон Бадж і Джин Мако — останній був переконаний, що Ріггс програв не тільки навмисно, але й демонстративно, не залишивши жодних сумнівів у підлаштованості результату. Пізніше в пресі з'являлися свідчення людей, яким Ріггс нібито зізнавався, що має намір програти, а в 2013 році на сайті ESPN опубліковано журналістське розслідування, що натякало на можливість того, що ця поразка була викликана необхідністю виплатити гроші, які Ріггс нібито заборгував мафії. Кінг, однак, заперечувала будь-які підозри в змові і наполягала, що Ріггс явно прагнув перемогти, але просто не був до неї готовий фізично і психологічно. Колишній адвокат Ріггса Роберт Грей Джонсон теж ставив під сумнів твердження про те, що він міг програти навмисне. Лорні Куле, духівник після смерті Ріггса, стверджує, що не знаходив на його рахунках жодних слідів великої суми грошей, нібито отриманої їм за поразку від мафії; за його словами, Ріггс також ніколи в житті не був комусь винен. Джек Креймер вказував, що жоден серйозний букмекер не приймав високих ставок на цей матч, так що по-справжньому велику суму виграти було просто неможливо. У свій час Ріггс пройшов тест на детекторі брехні, щоби довести, що не програв навмисно. Його біограф Том Лекомпт в доказ чесності результату наводить той факт, що після першого сету Боббі ще намагався укласти парі з Діком Бутерою, а Селена Робертс, авторка виданої в 2005 році книги, присвяченої «Битві статей», вказує на зірвані плани на матч з Еверт з призовим фондом в мільйон доларів, як на ще один доказ того, що поразка Ріггса не була запланованою. Однак, незважаючи на поразку, матч з Кінг, який відбувся на очах у багатомільйонної телевізійної аудиторії, все-таки приніс Ріггсу вигоду: компанія Sugar Daddy, продукцію якої він рекламував в ході гри і яка одержала завдяки цьому величезні прибутки, найняла його в подальшому на 10 років як рекламного агента, заплативши йому в цілому півмільйона доларів.

## Культурний вплив
В подальшому назва «Битва статей» неодноразово використовувалася для позначення тенісних матчів між чоловіками і жінками. У серпні 1985 року заява Вітаса Герулайтіса про те, що сота ракетка світу серед чоловіків сильніша першої ракетки світу серед жінок, стала приводом до проведення в Атлантік-Сіті матчу між чоловічою і жіночою парами. За жінок виступали Мартіна Навратілова (незадовго до цього втратила першу позицію в жіночому тенісному рейтингу) і її постійна напарниця Пем Шрайвер. Чоловічу пару склали сам Герулайтіс і Ріггс, якому на той час виповнилося 67 років. У цій зустрічі, що отримала назву «Битва статей — пари», Ріггс знову зазнав поразки з загальним рахунком 6-2, 6-3, 6-4. У вересні 1992 року в Лас-Вегасі відбулася ще одна «Битва статей», у якій знову взяла участь Навратілова. Тенісистка, якій виповнилося 35, грала проти сорокарічного Джиммі Коннорса. На відміну від матчу Кінг і Ріггса, організатори гри в Лас-Вегасі змінили правила так, щоб надати Навратіловій додаткові переваги, що потенційно зрівнюють шанси сторін. Коннорс був позбавлений права на повторну подачу (тобто будь-яка його подача в сітку або за межі корту приносила очки його суперниці), а Навратіловій зараховувалися м'ячі, що потрапляли в «коридори» з боків корту до половини їхньої ширини. Зазвичай ці коридори входять у ширину корту лише при грі пар, а в одиночному розряді м'яч, який потрапив до них, вважається таким, що вийшов за межі майданчика. Незважаючи на такий гандикап, Коннорс виграв зустріч з рахунком 7-5, 6-2 і отримав приз у розмірі 0,5 мільйона доларів. Одним із коментаторів цього матчу був Боббі Ріггс; проте він насилу зміг вичавити з себе хоч кілька слів протягом усієї трансляції, оскільки поставив 10 тисяч доларів на те, що Коннорс не програє жодного сету, і досить рівна гра змусила його сильно нервувати.

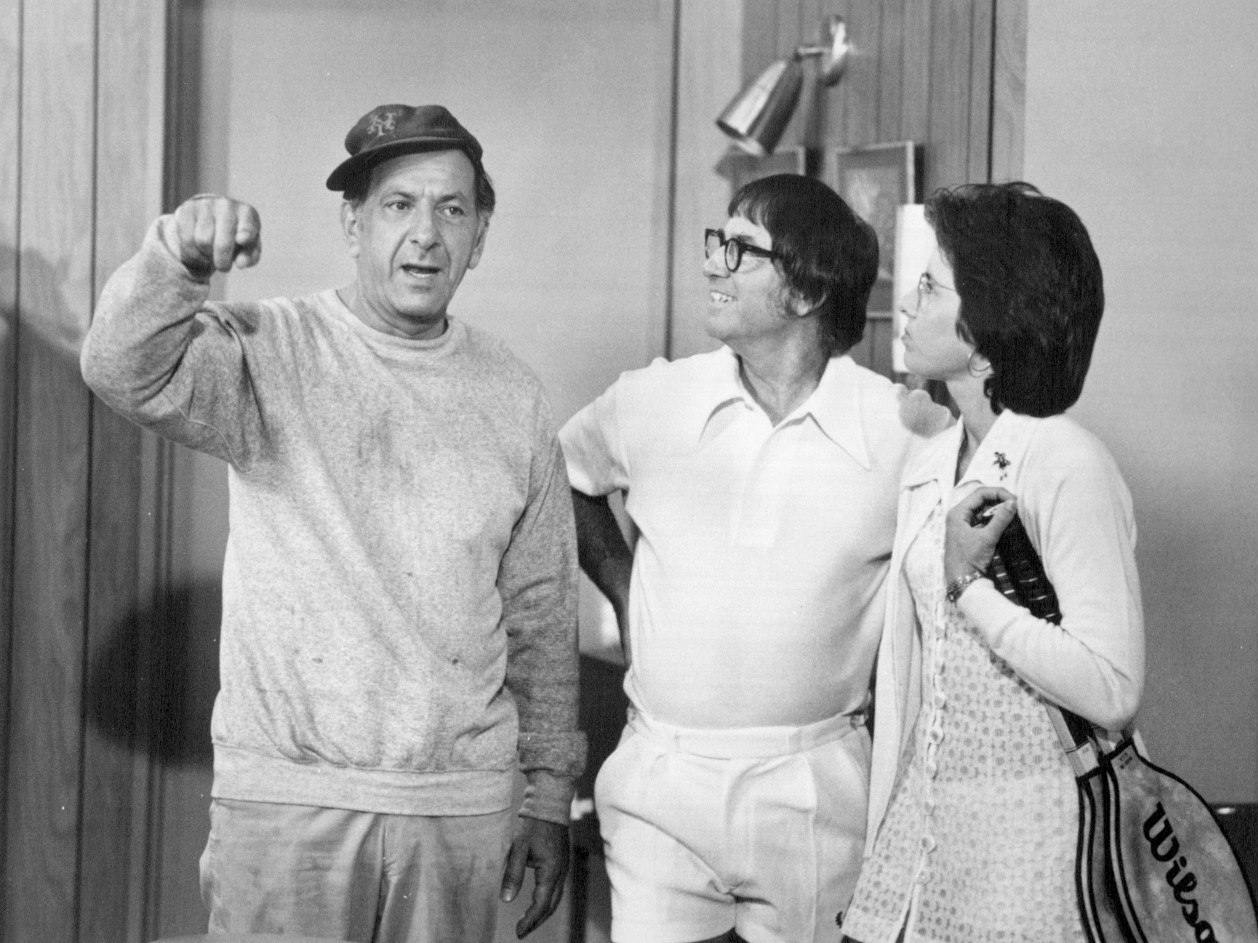
Джек Клагмен, Боббі Ріггс і Біллі Джин Кінг в серіалі «Дивна парочка»

До подій «Битви статей» 1973 року відсилали також публікації напередодні показового матчу Жюстін Енен і Янніка Ноа в 2003 році (матч між 43-річним Ноа і першою ракеткою світу серед жінок закінчився з рахунком 4-6, 6-4, 7-6(1) на користь тенісиста-чоловіка) і матеріали, пов'язані з міні-матчем Лі На і Новака Джоковича у 2013 році (китайська тенісистка починала кожен гейм з рахунку 30:0 на свою користь, а на тай-брейку при рахунку 3:3 по геймам отримала фору в чотири м'ячі, у підсумку перемігши в ньому 5:3). У тенісній літературі «Битвою статей» можуть називати і матчі, які проходили до 1973 року. До них належать зустрічі Ернест Реншоу—Лотті Дод (1888, Ексмут, остаточний рахунок 2-6, 7-5, 7-5; Дод починала кожен гейм з рахунку 30-0) і Білл Тілден—Сюзанн Ленглен (1921, Сен-Клу, 6-0; грався тільки один сет).

## Екранізації
Біллі Джин Кінг довгий час заперечувала проти екранного втілення подій «Битви статей», вперше погодившись на екранізацію тільки після смерті Ріггса.
У 2001 році на телеекрани вийшла докудрама Джейн Андерсон «Коли Біллі перемагає Боббі» з Голлі Гантер в ролі Кінг і Роном Сільвером в ролі Ріггса.
У 2017 році на екрани вийшов художній фільм «Битва статей» (режисери Джонатан Дейтон і Валері Фаріс), в якому ці ж ролі зіграли Емма Стоун і Стів Карелл.
Одночасно з цим кабельна мережа HBO готує до випуску черговий художній телефільм про «Битву статей» за сценарієм Девіда Оберна c Елізабет Бенкс і Полом Джаматті в головних ролях, а Вілл Феррелл працює над комедією про Боббі Ріггса на основі матеріалу публікацій ESPN, присвячених цьому матчу.
Ріггс зіграв самого себе в одному з епізодів серіалу «Дивна парочка», по ходу якого він проводить матч-реванш проти Кінг у настільний теніс.